# Мухамед Діоп
Мухамед Діоп (фр. Mouhamed Diop, нар. 30 вересня 2000, Тіароє) — сенегальський футболіст, півзахисник французького клубу «Труа».
Чемпіон Молдови і володар Кубка Молдови у складі «Шерифа» (Тирасполь). 

## Ігрова кар'єра
У дорослому футболі дебютував 2020 року виступами за команду «Дакар Сакре-Кер», в якій провів один сезон. 
Протягом 2021—2022 років захищав кольори турецького «Коджаеліспор». Сезон 2022/23 провів в оренді у тираспольському «Шерифі». Став того сезону співавтором «золотого дубля», допомігши команді виграти чемпіонат і Кубок Молдови.
Влітку 2023 року уклав контракт із французьким «Труа».

## Титули і досягнення
- Чемпіон Молдови (1):

«Шериф»: 2022-2023
- Володар Кубка Молдови (1):

«Шериф»: 2022-2023